# Stazione di Fiumara Gazzi
La stazione di Fiumara Gazzi è una fermata ferroviaria posta sulla linea Messina-Siracusa. Serve il quartiere di Gazzi della città di Messina ed è stata costruita per la "Metroferrovia Messina-Giampilieri". 

## Storia
La fermata di Fiumara Gazzi venne attivata il 14 dicembre 2008. Viene servita da sette coppie di treni al giorno, sulla tratta Messina Centrale-Giampilieri, senza nessun cadenzamento .